# BES III
Beijing Spectrometer III, eller BES III, är ett partikelfysikexperiment vid Beijing Electron-Positron Collider II (BEPC II), som ligger vid Institutet för högenergifysik i Peking. Det är utformat för att studera fysiken bakom charm, charmonium och lätta hadronsönderfall. Där utförs även studier av tau-leptonen, tester av kvantkromodynamik och sökande efter fysik bortom standardmodellen. Experimentet började samla in data sommaren 2008.

## Stråle
BES III tar emot elektron-positronkollisioner från BEPC II: en cirkulär kolliderare med en omkrets på 240 m där elektroner och positroner cirkulerar i var sin lagringsring. BEPC II kan åstadkomma variabel kollisionsenergi mellan 2 och 4,63 GeV, med en luminositet på 10^33 cm-2·s⁻1. Var och en av strålarna innehåller 93 elektron- eller positronbuntar med en längd på 1,5 cm och en total ström på 0,91 A.

## Detektor
BES III-detektorn är en cylindriskt symmetrisk detektor, 6 meter lång och 7 meter i diameter, som omger interaktionspunkten mellan de två strålrörsringarna. Den har fyra huvudsakliga detektorlager: en huvuddriftkammare (MDC), en flygtidsräknare (TOF), en elektromagnetisk kalorimeter (CsI EMC) och en myonräknare (myonkammare, MC, μC). De tre inre lagren är inuti en 1 tesla supraledande solenoidmagnet.
Huvuddriftkammaren (MDC) är det första inre detektorlagret runt strålröret och kollisionspunkten. MDC:s huvudsyfte är att mäta momentum och energiförlust per avståndsenhet (dE/dx) från laddade partiklar. Kammaren är 2,4 meter lång och innehåller 6796 guldbelagda 25-mikron volframsignaltrådar som är arrangerade i 44 cylindriska lager. Halvbredden på de inre 8 lagren är 6 mm och den yttre lagrens halva bredd är 8,1 mm. Mellan trådarna blandas en blandning av helium och propangas i förhållandet 60/40, utformad för att minimera multipel spridning och bibehålla en hög dE/dx. Aluminiumtrådar på 110 mikron är uppträdda över kammaren för fältformning. När en laddad partikel passerar genom kammaren joniseras gasen längs partikelns bana och jonerna driver till närmaste ledningar. Partiklarnas väg kommer att vara krökt på grund av magnetfältet som solenoiden skapar. Mängden krökning gör det möjligt att beräkna partikelns rörelsemängd.
TOF, den andra inre detektorn, gör tidmätningar som används för att hjälpa till vid partikelidentifiering och för att snabbt avvisa kosmisk strålning. Detektorn är tillverkad av två cylindriska lager av 88 2,4 meter långa scintillerande plaststavar. Det finns en fotomultiplikator (PMT) i varje ände av staplarna. De två PMT:erna medelvärdesbildas och fotonernas restid tas bort. Den elektromagnetiska kalorimeterns huvudsyfte är att göra energi- och positionsmätningar med hjälp av cesiumjodid-scintillerande kristaller. Kristallernas geometri är 44 ringar med 120 kristaller längs cylinderns axel med en lutning på 1,5 grader. Två ändkåpor som täcker cylinderns ändar möjliggör en total täckning av 93 % av utrymmet. Fotodetektorer placeras i ändarna av varje kristall. Foton- och elektronenergier kan mätas i intervallet 20 MeV till 4,6 GeV. Myonidentifieraren består av nio lager av järnabsorbenter och resistiva platträknare (Engelska: resistive plate counters eller RPC). RPC består av två separerade bakelitplastplattor med gas mellan dem och inneslutna i en aluminiumlåda. Att ha myonidentifieraren möjliggör åtskillnad mellan myoner och kaoner.
En avgörande komponent i detektorn är triggersystemet som väljer ut användbar kollisionsdata för analys. Med hjälp av triggersystemet reduceras 40 miljoner bakgrundshändelser per sekund, cirka 4 tusen intressanta kollisioner per sekund. Systemet är implementerat i hårdvara och designat med hjälp av Monte Carlo-simuleringar.